# Marchia Naddunajska
Marchia Naddunajska – bawarska marchia założona przez Karola Wielkiego w 803 roku na terenach obecnej Austrii. Od 976 wchodziła w skład Marchii Wschodniej (Austriackiej).